# Vincenzo Monti
Vincenzo Monti (Fusignano, 1754. február 19. – Milánó, 1828. október 13.) olasz költő, író, drámaíró, műfordító.

## Élete
Ferrarában tanult és 1778-ban Rómába ment, ahol Braschi herceg titkára lett. Vittorio Alfieri babérjai csábították első tragédiája (Aristodemo) megírására, amelyet 1787-ben páratlan sikerrel adtak Rómában, de már a másodikat (Galeotto Manfredo, 1788) hidegebben fogadták. Amikor a francia forradalom kitört, Monti határozottan ellenséges állást foglalt vele szemben, később mégis Napóleon dicsőítői közé állt be, és Milánóban mint a Ciszalpin Köztársaság titkára kapott állást. Majd Párizsba ment, és a College de France tanára lett, ekkor fejezte be Caio Gracco című tragédiáját. Visszatérvén Olaszországba, Padovában az ékesszólás tanára volt, majd Milánóban udvari költő, Napóleon megkoronáztatása után pedig Olaszország történetírója. Később fordult a kocka, Monti is elveket cserélt és az osztrák uralom szolgálatába szegődött.